# Classificació de la Copa del Món de futbol 2018-UEFA
La fase de Classificació de la Copa del Món de futbol 2018 de la zona europea fou organitzada i supervisada per l'UEFA.
Per a la zona europea la classificació es farà en dues fases. La primera fase constarà de 9 grups de 6 equips cadascun. Els primers de cada grup es classificaran directament per la Copa del Món 2018, els 8 millors segons classificats dels grups passaran a la segona fase on s'emparellaran i els guanyadors també estaran classificats per a la Copa del Món.

## Primera fase (grups)
El sorteig per la fase de grups (primera fase) es va durar a terme el 25 de juliol de 2015 en Palau Konstantinovsky a Strelna, Sant Petersburg.

### Grup A
| Equip         | Pts | PJ | PG | PE | PP | GF | GC | DG  |
| ------------- | --- | -- | -- | -- | -- | -- | -- | --- |
| França        | 17  | 8  | 5  | 2  | 1  | 15 | 5  | +10 |
| Suècia        | 16  | 8  | 5  | 1  | 2  | 18 | 7  | +11 |
| Països Baixos | 13  | 8  | 4  | 1  | 3  | 16 | 11 | +5  |
| Bulgària      | 12  | 8  | 4  | 0  | 4  | 13 | 17 | -4  |
| Luxemburg     | 5   | 8  | 1  | 2  | 5  | 7  | 17 | -10 |
| Belarús       | 5   | 8  | 1  | 2  | 5  | 4  | 16 | -12 |

### Grup B
| Equip       | Pts | PJ | PG | PE | PP | GF | GC | DG  |
| ----------- | --- | -- | -- | -- | -- | -- | -- | --- |
| Suïssa      | 24  | 8  | 8  | 0  | 0  | 18 | 3  | +15 |
| Portugal    | 21  | 8  | 7  | 0  | 1  | 28 | 4  | +24 |
| Hongria     | 10  | 8  | 3  | 1  | 4  | 11 | 9  | +2  |
| Illes Fèroe | 8   | 8  | 2  | 2  | 4  | 4  | 15 | -11 |
| Andorra     | 4   | 8  | 1  | 1  | 6  | 2  | 17 | -15 |
| Letònia     | 3   | 8  | 1  | 0  | 7  | 3  | 18 | -15 |

### Grup C
| Equip            | Pts | PJ | PG | PE | PP | GF | GC | DG  |
| ---------------- | --- | -- | -- | -- | -- | -- | -- | --- |
| Alemanya         | 24  | 8  | 8  | 0  | 0  | 35 | 2  | +33 |
| Irlanda del Nord | 19  | 8  | 6  | 1  | 1  | 16 | 2  | +14 |
| Azerbaidjan      | 10  | 8  | 3  | 1  | 4  | 8  | 12 | -4  |
| República Txeca  | 9   | 8  | 2  | 3  | 3  | 10 | 9  | +1  |
| Noruega          | 7   | 7  | 2  | 1  | 5  | 8  | 16 | -8  |
| San Marino       | 0   | 8  | 0  | 0  | 8  | 2  | 38 | -36 |

### Grup D
| Equip               | Pts | PJ | PG | PE | PP | GF | GC | DG  |
| ------------------- | --- | -- | -- | -- | -- | -- | -- | --- |
| Sèrbia              | 18  | 8  | 5  | 3  | 0  | 17 | 7  | +10 |
| Gal·les             | 14  | 8  | 3  | 5  | 0  | 12 | 5  | +7  |
| República d'Irlanda | 13  | 8  | 3  | 4  | 1  | 9  | 6  | +3  |
| Àustria             | 9   | 8  | 2  | 3  | 3  | 10 | 10 | +0  |
| Geòrgia             | 5   | 8  | 0  | 5  | 3  | 8  | 12 | -4  |
| Moldàvia            | 2   | 8  | 0  | 2  | 6  | 4  | 20 | -16 |

### Grup E
| Equip       | Pts | PJ | PG | PE | PP | GF | GC | DG  |
| ----------- | --- | -- | -- | -- | -- | -- | -- | --- |
| Polònia     | 19  | 8  | 6  | 1  | 1  | 18 | 11 | +7  |
| Montenegro  | 16  | 8  | 5  | 1  | 2  | 18 | 7  | +11 |
| Dinamarca   | 16  | 8  | 5  | 1  | 2  | 18 | 7  | +11 |
| Romania (E) | 9   | 8  | 2  | 3  | 3  | 8  | 8  | +0  |
| Armènia     | 6   | 8  | 2  | 0  | 6  | 8  | 19 | -11 |
| Kazakhstan  | 2   | 8  | 0  | 2  | 6  | 4  | 22 | -18 |

### Grup F
| Equip      | Pts | PJ | PG | PE | PP | GF | GC | DG  |
| ---------- | --- | -- | -- | -- | -- | -- | -- | --- |
| Anglaterra | 20  | 8  | 6  | 2  | 0  | 16 | 3  | +13 |
| Eslovàquia | 15  | 8  | 5  | 0  | 3  | 14 | 6  | +8  |
| Eslovènia  | 14  | 8  | 4  | 2  | 2  | 10 | 4  | +6  |
| Escòcia    | 14  | 8  | 4  | 2  | 2  | 14 | 10 | +4  |
| Lituània   | 5   | 8  | 1  | 2  | 5  | 6  | 18 | -12 |
| Malta      | 0   | 8  | 0  | 0  | 8  | 2  | 21 | -19 |

### Grup G
| Equip         | Pts | PJ | PG | PE | PP | GF | GC | DG  |
| ------------- | --- | -- | -- | -- | -- | -- | -- | --- |
| Espanya       | 22  | 8  | 7  | 1  | 0  | 32 | 3  | +29 |
| Itàlia        | 19  | 8  | 6  | 1  | 1  | 19 | 7  | +12 |
| Albània       | 13  | 8  | 4  | 1  | 3  | 10 | 9  | +1  |
| Israel        | 9   | 8  | 3  | 0  | 5  | 9  | 14 | -5  |
| Macedònia     | 7   | 8  | 2  | 1  | 5  | 10 | 14 | -4  |
| Liechtenstein | 0   | 8  | 0  | 0  | 8  | 1  | 34 | -33 |

### Grup H
| Equip                | Pts | PJ | PG | PE | PP | GF | GC | DG  |
| -------------------- | --- | -- | -- | -- | -- | -- | -- | --- |
| Bèlgica              | 22  | 8  | 7  | 1  | 0  | 35 | 3  | +32 |
| Bòsnia i Hercegovina | 14  | 8  | 4  | 2  | 2  | 19 | 8  | +11 |
| Grècia               | 13  | 8  | 3  | 4  | 1  | 11 | 5  | +6  |
| Xipre                | 10  | 8  | 3  | 1  | 4  | 8  | 12 | -4  |
| Estònia              | 8   | 8  | 2  | 2  | 4  | 6  | 17 | -11 |
| Gibraltar            | 0   | 8  | 0  | 0  | 8  | 3  | 37 | -34 |

### Grup I
| Equip     | Pts | PJ | PG | PE | PP | GF | GC | DG  |
| --------- | --- | -- | -- | -- | -- | -- | -- | --- |
| Croàcia   | 16  | 8  | 5  | 1  | 2  | 12 | 3  | +9  |
| Islàndia  | 16  | 8  | 5  | 1  | 2  | 11 | 7  | +4  |
| Turquia   | 14  | 8  | 4  | 2  | 2  | 12 | 8  | +4  |
| Ucraïna   | 14  | 8  | 4  | 2  | 2  | 11 | 7  | +4  |
| Finlàndia | 7   | 8  | 2  | 1  | 5  | 6  | 10 | -4  |
| Kosovo    | 1   | 8  | 0  | 1  | 7  | 3  | 20 | -17 |

### Equips en el segon lloc
El classificació dels equips en el segon lloc de cada grup no inclou els partits contra els equips en l'últim lloc del grup.
| Pos | Grup | Equip               | Pts | PJ | PG | PE | PP | GF | GC | DG  |
| --- | ---- | ------------------- | --- | -- | -- | -- | -- | -- | -- | --- |
| 1   | B    | Suïssa              | 21  | 8  | 7  | 0  | 1  | 18 | 6  | +12 |
| 2   | G    | Itàlia              | 17  | 8  | 5  | 2  | 1  | 12 | 8  | +4  |
| 3   | E    | Dinamarca           | 14  | 8  | 4  | 2  | 2  | 13 | 6  | +7  |
| 4   | I    | Croàcia             | 14  | 8  | 4  | 2  | 2  | 8  | 4  | +4  |
| 5   | A    | Suècia              | 13  | 8  | 4  | 1  | 3  | 18 | 9  | +9  |
| 6   | C    | Irlanda del Nord    | 13  | 8  | 4  | 1  | 3  | 10 | 6  | +4  |
| 7   | H    | Grècia              | 13  | 8  | 3  | 4  | 1  | 9  | 5  | +4  |
| 8   | D    | República d'Irlanda | 13  | 8  | 3  | 4  | 1  | 7  | 5  | +2  |
| 9   | F    | Eslovàquia          | 12  | 8  | 4  | 0  | 4  | 11 | 6  | +5  |

## Segona fase
El sorteig de la segona fase es durà a terme a l'octubre de 2017.
| Partit | Equip 1          | Resultat global | Equip 2             | Resultat anada | Resultat tornada |
| ------ | ---------------- | --------------- | ------------------- | -------------- | ---------------- |
| 1      | Croàcia          | 4-1             | Grècia              | 4-1            | 0-0              |
| 2      | Irlanda del Nord | 0-1             | Suïssa              | 0-1            | 0-0              |
| 3      | Suècia           | 1-0             | Itàlia              | 1-0            | 0-0              |
| 4      | Dinamarca        | 5-1             | República d'Irlanda | 0-0            | 5-1              |

## Equips classificats
| Equip      | Data de la qualificació | Aparicions anteriors |
| ---------- | ----------------------- | --- |
| Rússia     | 2 desembre 2010         | 10 (19583, 19623, 19663, 19703, 19823, 19863, 19903, 1994, 2002, 2014)                                                    |
| Bèlgica    | 3 setembre 2017         | 12 (1930, 1934, 1938, 1954, 1970, 1982, 1986, 1990, 1994, 1998, 2002, 2014)                                               |
| Anglaterra | 5 octubre 2017          | 14 (1950, 1954, 1958, 1962, 1966, 1970, 1982, 1986, 1990, 1998, 2002, 2006, 2010, 2014)                                   |
| Alemanya   | 5 octubre 2017          | 18 (1934, 1938, 19544, 19584, 19624, 19664, 19704, 19744, 19784, 19824, 19864, 19904, 1994, 1998, 2002, 2006, 2010, 2014) |
| Espanya    | 6 octubre 2017          | 14 (1934, 1950, 1962, 1966, 1978, 1982, 1986, 1990, 1994, 1998, 2002, 2006, 2010, 2014)                                   |
| Polònia    | 8 octubre 2017          | 7 (1938, 1974, 1978, 1982, 1986, 2002, 2006)                                                                              |
| Sèrbia     | 9 octubre 2017          | 11 (19305, 19505, 19545, 19585, 19625, 19745, 19825, 19905, 19985, 20066, 2010)                                           |
| Islàndia   | 9 octubre 2017          | 0 |
| França     | 10 octubre 2017         | 14 (1930, 1934, 1938, 1954, 1958, 1966, 1978, 1982, 1986, 1998, 2002, 2006, 2010, 2014)                                   |
| Portugal   | 10 octubre 2017         | 6 (1966, 1986, 2002, 2006, 2010, 2014)                                                                                    |
| Croàcia    | 12 novembre 2017        | 4 (1998, 2002, 2006, 2014)                                                                                                |
| Suïssa     | 12 novembre 2017        | 10 (1934, 1938, 1950, 1954, 1962, 1966, 1994, 2006, 2010, 2014)                                                           |
| Suècia     | 13 novembre 2017        | 11 (1934, 1938, 1950, 1958, 1970, 1974, 1978, 1990, 1994, 2002, 2006)                                                     |
| Dinamarca  | 14 novembre 2017        | 4 (1986, 1998, 2002, 2010)                                                                                                |

¹ En negreta campió en aquella edició.
² En cursiva organitzador en aquella edició
3 Com a Unió Soviètica
4 Com a Alemanya Federal
⁵ Com a Iugoslàvia
⁶ Com a Sèrbia i Montenegro